# Maeda Ai (diễn viên lồng tiếng)
Maeda Ai (前田 愛 (Tiền Điền Ái) Maeda Ai) là diễn viên lồng tiếng Nhật Bản, đồng thời cô còn là ca sĩ với nghệ danh là AiM, chủ yếu trình bày các bài hát trong anime, đặc biệt là loạt anime Digimon. Cô sinh ngày 19 tháng 4 năm 1975 tại Hyōgo và bắt đầu sự nghiệp vào năm 1996. Maeda Ai còn được biết đến với vai lồng tiếng cho Tachikawa Mimi trong anime Digimon Adventure. Hiện nay cô đang làm việc cho công ty Aoni Production.

## Vai lồng tiếng
- Digimon Adventure, Mimi Tachikawa
- Digimon Adventure 02, Mimi Tachikawa
- Digimon Adventure PSP, Mimi Tachikawa
- Xenosaga, Shion Uzuki
- Namco × Capcom, Shion Uzuki
- Pretty Guardian Sailor Moon Crystal, Setsuna Meioh/Sailor Pluto
- Samurai Warriors series, Oichi and Samurai Woman
- Warriors Orochi series, Oichi
- Zatch Bell!, Megumi Oumi
- Zatch Bell video games, Megumi Oumi
- Sentimental Graffiti, Emiru Nagakura
- Spectral Force 2 ~Eien naru Kiseki~ OVA, Range
- M3 the dark metal, Kasane Agura
- Tokimeki Memorial Girl's Side 2nd Kiss, Haruhi Nishimoto
- Yes! PreCure 5, Karen Minazuki/Cure Aqua
- Yes! PreCure 5 GoGo!, Karen Minazuki/Cure Aqua
- Yggdra Union: We'll Never Fight Alone (PSP version), Nietzsche and Eudy
- Dark Escape 3D, Female Protagonist
- Deception IV: Another Princess, Valgyrie
- Kemono Friends, Tamama (Girl Type)[2][3]

### 1996
- Ge Ge Ge no Kitarou[4]

### 1997
- Detatoko Princess, wife[4]
- Real Sound: Kaze no Regret, Girls

### 2001
- Najica Blitz Tactics (episode 4), Haruka

### 2000
- Baby Felix, Marin

### 2003
- Kill Bill: Volume 1 (anime sequence), O-Ren Ishii

Battle Royale II: Requiem

### 2004
- Beet the Vandel Buster, Poala

### 2006
- Kamisama Kazoku, Kumiko Komori

### 2007
- Strait Jacket, Nerin Simmons[5]

### 2008
- Rune Factory 2, Yue/Aria

### 2010
- Halo Legends (Odd One Out), Cortana
- Nurarihyon no Mago, Yura Keikain

### 2011
- Shin Megami Tensei: Persona 4, Chihiro Fushimi

### 2015
- Digimon Story: Cyber Sleuth, Sayo
- Pretty Guardian Sailor Moon Crystal, Setsuna Meioh/Sailor Pluto

## Các bài hát

### Đĩa đơn
- I Wish (27 tháng 4 năm 1999)
- Ashita e Jumon (25 tháng 6 năm 1999)
- BREAK OUT! (6 tháng 8 năm 1999)
- Keep On (8 tháng 10 năm 1999)
- LIKE A CANDLE (8 tháng 10 năm 1999)
- Sakuhin No. 2 "Haru" Ichocho: Bokura no WarGame (26 tháng 4 năm 2000)
- Ashita wa Atashi no Kaze ga Fuku (26 tháng 4 năm 2000)
- Stand by Me: Hito Natsu no Bouken (5 tháng 7 năm 2000)
- Itsumo Itsudemo (25 tháng 10 năm 2000)
- Friend: Itsumademo Wasurenai (21 tháng 2 năm 2001)
- My Tomorrow (25 tháng 4 năm 2001)
- Go!Go!Ready?Go?! (23 tháng 5 năm 2001)
- Dareyori (23 tháng 5 năm 2001)
- Moving On! (4 tháng 7 năm 2001)
- Days: Aijou to Nichijou (10 tháng 10 năm 2001)
- Kimi no Mirai (29 tháng 11 năm 2001)
- Yuhi no Yakusoku (22 tháng 11 năm 2002)
- an Endless Tale (22 tháng 11 năm 2002) - Duet với Koji Wada
- my Light (5 tháng 3 năm 2003)
- Resolution (3 tháng 12 năm 2003)
- I Wish: Tri. Version (25 tháng 11 năm 2015)
- Keep On: Tri. Version (25 tháng 2 năm 2017)

### Album
- Ichigo; 苺 (23 tháng 4 năm 2014)
- 15 (23 tháng 4 năm 2014)